# Darja Maslowa
Darja Wladimirowna Maslowa (russisch Дарья Владимировна Маслова; engl. Transkription Darya Maslova; * 6. Mai 1995 in Karakol) ist eine kirgisische Leichtathletin, die sich auf den Langstreckenlauf spezialisiert hat.

## Sportliche Laufbahn
Erste internationale Erfahrungen sammelte Darja Maslowa bei den Juniorenasienmeisterschaften 2014 in Taipeh, bei denen sie die Goldmedaillen über 3000 Meter und 5000 Meter gewinnen konnte. Bei den Juniorenweltmeisterschaften in Eugene belegte sie Rang 14 über 3000 Meter und Platz zehn über 5000 Meter. Zum Abschluss des Jahres wurde sie bei den Asienspielen im südkoreanischen Incheon Neunte über 5000 Meter. 2015 gewann sie bei den Asienmeisterschaften in Wuhan die Bronzemedaille über 5000 Meter und qualifizierte sich zugleich für die Universiade in Gwangju, bei denen sie ebenfalls die Bronzemedaille in dieser Disziplin gewinnen konnte. 2016 nahm sie über 10.000 Meter an den Olympischen Spielen in Rio de Janeiro teil und wurde dort mit neuem kirgisischen Rekord 19.
2017 gewann sie bei den Islamic Solidarity Games in Baku die Bronzemedaille über 5000 Meter und stellte auch dort einen neuen Landesrekord auf. Bei den Asienmeisterschaften in Bhubaneswar gewann sie das Langstreckendouble über 5000 und 10.000 Meter und erhielt damit einen Startplatz für die Weltmeisterschaften in London. Sie entschied sich für einen Start über 10.000 Meter und erreichte dort den 17. Platz. Wenige Wochen später nahm sie als Studentin der Akademie des Sports (KIPEs) an den Studentenweltspielen in Taipeh teil und gewann dort die Goldmedaille über 10.000 Meter. 2018 siegte sie beim Duschanbe-Halbmarathon und siegte auch bei den Asienspielen in Jakarta in 32:07,23 min über 10.000 Meter vor der Bahrainerin Eunice Chumba und der Chinesin Zhang Deshun. Zudem gewann sie auch über 5000 Meter eine Medaille. In 15:30,57 min musste sie sich nur der für Bahrain startenden Äthiopierin Kalkidan Gezahegne geschlagen geben. 2019 siegte sie in 1:14:45 h beim Duschanbe-Halbmarathon sowie in 1:14:42 h beim Bishkek International Half Marathon. 2021 siegte sie dann in 1:13:19 h beim Halbmarathon in Taschkent und anschließend in 1:12:02 h in Duschanbe. Über die volle Marathondistanz wurde sie beim SCO Run the Silk Road Issyk-Kul Marathon Zweite und lief dann bei den Olympischen Sommerspielen nach 2:35:25 h als 36. ins Ziel.

## Bestleistungen
- 800 Meter: 2:10,7 min, 15. April 2017 in Bischkek
- 1500 Meter: 4:24,61 min, 20. Juni 2015 in Bischkek
  - 1500 Meter (Halle): 4:33,8 min, 13. Februar 2015 in Bischkek
- 3000 Meter: 9:16,23 min, 15. Juni 2014 in Taipeh
- 5000 Meter: 15:00,42 min, 18. Mai 2017 in Baku (kirgisischer Rekord)
- 10.000 Meter: 31:36,90 min, 12. August 2016 in Rio de Janeiro (kirgisischer Rekord)
- Halbmarathon: 1:11:06 h, 23. April 2017 in Yangzhou (kirgisischer Rekord)
- Marathon: 2:28:19 h, 1. Dezember 2019 in Valencia